# Takashi Furukawa
Takashi Furukawa (古川 隆志 Furukawa Takashi?), född 28 oktober 1981 i Saga prefektur, är en japansk före detta fotbollsspelare.
Furukawa började sin karriär 2000 i Sagan Tosu. Han spelade 45 ligamatcher för klubben. Han avslutade karriären 2004.